# 반올림

반올림(半-)은 근삿값을 구하는 방법 중 하나이다.

## 정의
특정 기수법에서 절반 미만이면 0으로 버려준다. 절반 이상이면 0으로 버려주고 윗자리에 1을 더한다.

## 종류

### 사사오입
사사오입(四捨五入)
십진법에서는 다음과 같이 반올림을 한다.
1. 반올림 할 자리를 구한다.

4 이하이면 0으로 버리고 5 이상이면 0으로 버린 후 윗자리에 1을 더한다.

#### 사사오입의 예
- 73
  - 일의 자리에서 반올림: 70
  - 십의 자리에서 반올림: 100
- 51.6137
  - 소수점 넷째 자리에서 반올림: 51.614
  - 소수점 셋째 자리에서 반올림: 51.61
  - 소수점 둘째 자리에서 반올림: 51.6
  - 소수점 첫째 자리에서 반올림: 52
  - 일의 자리에서 반올림: 50
  - 십의 자리에서 반올림: 100

### 오사오입
반올림에서 5 미만의 숫자는 버림하며 5 초과의 숫자는 올림한다. 5의 경우에는 5의 앞자리가 홀수인 경우엔 올림을 하고 짝수인 경우엔 버림을 하여 짝수로 만들어준다. 예를 들어 53.45는 53.4로, 32.75는 32.8로 반올림한다. 이를 오사오입(round-to-nearest-even)이라고 한다. 자연과학 및 공학의 유효 숫자에서 많이 쓴다.

### 오사육입
사사오입과는 반대로 5를 버리는 방법이다. 5 초과 올림, 5 미만 내림은 동일하다.

### 정리표
1000부터 1200까지의 정수를 100의 자리까지 어림하는 방법에 따라 다음 표와 같이 어림할 수 있다.
| 100의 자리까지 어림        | 1000 | 1001 - 1049 | 1050 | 1051 - 1059 | 1060 - 1099 | 1100 | 1101 - 1149 | 1150 | 1151 - 1159 | 1160 - 1199 | 1200 |
| -------------------------- | ---- | ----------- | ---- | ----------- | ----------- | ---- | ----------- | ---- | ----------- | ----------- | ---- |
| 올림                       | 1000 | 1100        | 1100 | 1100        | 1100        | 1100 | 1200        | 1200 | 1200        | 1200        | 1200 |
| 버림                       | 1000 | 1000        | 1000 | 1000        | 1000        | 1100 | 1100        | 1100 | 1100        | 1100        | 1200 |
| 사사오입(일반적인 반올림)  | 1000 | 1000        | 1100 | 1100        | 1100        | 1100 | 1100        | 1200 | 1200        | 1200        | 1200 |
| 오사오입(더 정확한 반올림) | 1000 | 1000        | 1000 | 1100        | 1100        | 1100 | 1100        | 1200 | 1200        | 1200        | 1200 |
| 오사육입(매우 드묾)        | 1000 | 1000        | 1000 | 1000        | 1100        | 1100 | 1100        | 1100 | 1100        | 1200        | 1200 |

## 반올림의 상대오차
실수 x를 부동소수점 기계 숫자로 나타낸 것을 fl(x)라고 할 때, 반올림 오차를 구하는 과정은 다음과 같다. 우선 십진수 양의 실수 x는 정규화된 형태로 다음으로 나타낼 수 있다.
{\displaystyle x=(0.b_{1}b_{2}\cdots b_{k}b_{k+1}\cdots )_{10}\times 10^{e}}
{\displaystyle b_{k+1}\geq 5}인 경우 bk에 1을 더해주어 반올림을 하게 되고, {\displaystyle b_{k+1}<5}인 경우 bk이후 모든 숫자들을 절단한다. k자리로 반올림하는 경우의 상대오차를 구한다면 상대오차가 최대가 되는 값을 찾아야 한다. 이때 bk+1이 5 이상인지 미만인지에 따라 두 가지로 나눈다. {\displaystyle b_{k+1}<5}인 경우
{\displaystyle {\begin{aligned}\left|{\frac {x-fl(x)}{x}}\right|&=\left|{\frac {(0.b_{1}b_{2}\cdots b_{k}b_{k+1}\cdots )\times 10^{n}-(0.b_{1}b_{2}\cdots b_{k})\times 10^{n}}{(0.b_{1}b_{2}\cdots b_{k}b_{k+1}\cdots )\times 10^{n}}}\right|\\&=\left|{\frac {(0.b_{k+1}b_{k+2}b_{k+3}\cdots )\times 10^{n-k}}{(0.b_{1}b_{2}\cdots b_{k}b_{k+1}\cdots )\times 10^{n}}}\right|\\&=\left|{\frac {0.499999\cdots }{0.1}}\times 10^{-k}\right|\\&={\frac {0.5}{0.1}}\times 10^{-k}\\&=0.5\times 10^{-k+1}\end{aligned}}}
{\displaystyle b_{k+1}\geq 5}인 경우는 {\displaystyle b_{k+1}<5}인 경우보다 상대오차가 작다. 따라서 반올림의 상대오차는
{\displaystyle \left|{\frac {x-fl(x)}{x}}\right|\leq 0.5\times 10^{-k+1}}이다.

## 같이 보기
- 바닥 함수와 천장 함수
- 버림
- −0

## 참고 문헌
- Abdelwahab Kharab; Ronald B. Guenther (2013). 《An Introduction to Numerical Methods A MATLAB Approach》 [이공학도를 위한 수치해석]. 학산미디어. ISBN 978-89-966211-8-8.